# Gudja United Football Club
Maillots
Actualités
Le Gudja United Football Club, plus couramment abrégé en Gudja United, est un club maltais de football fondé en 1945 et basé dans la ville de Gudja.

## Histoire
Le club est fondé en 1945, les couleurs sont le rouge et le blanc, puis après avoir changé pour le rouge elles sont bleu ciel et blanc, les couleurs de la Sainte patronne de la ville.
Au début le club joue dans les divisions inférieures, en 1974 il est promu une première fois en deuxième division maltaise. En 2005 le club est promu de la 4e à la 3e division, en 2012 il revient en deuxième division et en 2019 il accède pour la première fois en Premier League Maltaise.
Pour sa première saison en première division, Gudja United termine à la 11e place, lorsque le championnat est abandonné à cause de la pandémie de Covid-19.

## Personnalités du club

### Présidents du club
- George Grech

### Entraîneurs du club
- Jesmond Zammit